# 이와사키 유토
이와사키 유토(일본어: 岩崎 悠人, 1998년 6월 11일 ~ )는 일본의 축구 선수로 현재 J1리그의 사간 도스에서 뛰고 있으며 2018년 아시안 게임 은메달리스트이다.

## 선수 경력

### 클럽
1998년 6월 11일 일본 시가현 히코네시 출생으로 가네시로 JFC와 JFA 아카데미 후쿠시마에서 처음으로 축구를 접하기 시작했고 2014년부터 2016년까지 교토 타치바나 고등학교에서 활동하다가 고등학교 3학년 때인 2016년 8월 교토 상가 입단을 통해 처음으로 프로 무대를 밟았다.  
그리고 2018년까지 공식전 70경기를 소화한 후 2019년 홋카이도 콘사돌레 삿포로로 전격 이적하여 공식전 19경기를 소화했고 2020 시즌에는 쇼난 벨마레로 임대 이적하여 공식전 19경기를 소화하다가 2020 시즌 이후에는 제프 유나이티드 이치하라로 임대 이적하여 17경기를 소화한 뒤 사간 도스로 3번째 임대 이적하여 2022 시즌까지 임대 선수로 활동하다가 2023 시즌을 앞두고 사간 도스로 완전 이적을 확정지었다.

### 국가대표팀
2016년 AFC U-19 챔피언십 5경기에 출전하여 팀의 첫 우승을 만들었고 이듬해 5월에 열린 2017년 FIFA U-20 월드컵 본선에도 출전하여 팀의 16강 진출에 일조했으며 U-23 대표팀으로 11경기에서 4골을 뽑아내며 2018년 아시안 게임 은메달 획득에 기여했다.
그는 2022년 EAFF E-1 풋볼 챔피언십에 참가할 일본 국가대표팀에 발탁되었으며, 7월 19일 홍콩와의 경기에서 데뷔했다. 대회 우승.

## 통계
| 일본 | 일본 | 일본 |
| 연도 | 출전 | 득점 |
| ---- | ---- | ---- |
| 2022 | 1    | 0    |
| 통산 | 1    | 0    |